# Bertin Ebwellé
Bertin Ndingue Ebwellé (Yaoundé, 11 settembre 1962) è un allenatore di calcio ed ex calciatore camerunese, di ruolo difensore.